# Komańcza
Komańcza è un comune rurale polacco del distretto di Sanok, nel voivodato della Precarpazia.
Ricopre una superficie di 455,18 km² e nel 2004 contava 5 139 abitanti.